# Parananochromis caudifasciatus
Parananochromis caudifasciatus (Syn.: Nanochromis caudifasciatus, Pelmatochromis caudifasciatus) ist eine Fischart aus der Familie der Buntbarsche (Cichlidae), die im südlichen Kamerun und im festländischen Teil von Äquatorialguinea im Einzugsgebiet der Flüsse Dja, Nyong, Lokundje und Ntem vorkommt.

## Merkmale
Parananochromis caudifasciatus erreicht eine Standardlänge von maximal 10 cm und hat einen mäßig langgestreckten Körper dessen Höhe 29,7 und 36,2 % der Standardlänge beträgt. Die Kopflänge liegt bei 29,7 bis 37,5 % der Standardlänge. Die Schnauze, bei Fischen der Bereich zwischen dem vorderen Augenrand und der Spitze des Mauls, ist kurz und abgerundet. Das Maul ist klein, der Unterkiefer steht leicht aufwärts. Rücken- und Bauchprofil sind leicht gebogen. Der Schwanzstiel ist für gewöhnlich höher als lang. Die Schwanzflosse ist abgerundet.
- Flossenformel: Dorsale XIV–XVI/9–12, Anale III/6–8.
- Schuppenformel: SL 27–29.

Die vordere, obere Seitenlinie liegt hoch, nur durch eine oder zwei Schuppenreihen von der Rückenflossenbasis getrennt.
Parananochromis caudifasciatus ist grau bis hellbraun gefärbt, der Bauch ist heller. Wange und Kiemendeckel sind hellgelb. Tränenstreifen sind normalerweise vorhanden. Ein dunkles Längsband verläuft vom Kiemendeckel entlang der Mitte der Körperseite bis auf den Schwanzstiel. Dort kann es sich zu einem dunklen Fleck verbreitern. Das Längsband kann auch in eine Reihe von 8 bis 9 Flecken aufgelöst sein. Von diesen Flecken verlaufen senkrechte Streifen bis zur Basis der Rückenflosse. Die Sichtbarkeit und Form der dunklen Zeichnungselemente ist stimmungsabhängig. Die Rückenflosse hat einen schwarzen Rand, darunter liegt eine weiße Linie. Das gleiche Muster zeigt die obere Hälfte der Schwanzflosse. Die Schwanzflosse zeigt für gewöhnlich ein dichtes Muster von senkrecht angeordneten Punkten, die oft auch miteinander zu senkrechten Bändern verschmolzen sind. Die Bauchflossen sind hellblau, ihr Vorderrand ist weiß. Die Afterflosse der Männchen ist dunkelviolett, die der Weibchen ist hellviolett. Der weichstrahlige Abschnitt der Rückenflosse und der hintere Abschnitt der Afterflosse sind bei beiden Geschlechtern grau mit einigen Reihen heller, bläulicher Punkte, die bei den Männchen deutlicher sichtbar sind als bei den Weibchen. Brust und Bauch geschlechtsreifer Weibchen sind rosig-violett.

## Lebensweise
Parananochromis caudifasciatus lebt nur in Gewässern, die in bewaldeten Gegenden liegen. Die Art bildet zur Fortpflanzung monogame Paare und ist ein Substratlaicher, der in Höhlen laicht.